# La compagnia degli strilloni
La compagnia degli strilloni (The Paper Brigade) è un film del 1996 diretto dal regista Blair Treu. Il film è noto anche con i titoli The Paper Brigade - La compagnia degli strilloni e La guerra dei giornali.

## Trama
Gunther Wheeler si trasferisce da New York nella quiete cittadina di Pleasant Valley. Per poter acquistare i biglietti di un concerto al quale vuole portare la ragazza che ama, Gunther accetta di lavorare come strillone.
Quando un gruppo di bulli cercano di prendere in consegna il suo quartiere, Gunther e i suoi nuovi amici devono lottare contro di essi con l'aiuto di Crazy Man Cooper.